# Erodium hoefftianum
Erodium hoefftianum là một loài thực vật có hoa trong họ Mỏ hạc. Loài này được C.A.Mey. mô tả khoa học đầu tiên năm 1855.